# Tubeufiales
Tubeufiales is een orde van Dothideomycetes uit de subklasse Pleosporomycetidae.

## Taxonomie
De taxonomische indeling van Tubeufiales is als volgt:
Orde: Tubeufiales
- Familie: Bezerromycetaceae
- Familie: Tubeufiaceae
- Familie: Wiesneriomycetaceae

Het volgende geslacht Neorhamphoria is incertae sedis geplaatst.